# Gnus
Gnus (wymawiamy /gnuz/) – czytnik wiadomości w edytorach GNU Emacs i XEmacs. Umożliwia czytanie i komponowanie listów elektronicznych i wiadomości grup dyskusyjnych. Dodatkowo, potrafi korzystać ze źródeł na stronach internetowych.
Użytkownicy Gnusa mają do dyspozycji program, w którym wiadomości pocztowe i usenetowe są zwięźle zasymilowane, nie wspominając już o możliwości używania Emacsa do pisania listów elektronicznych. 
Tak samo, jak w wyrazie GNU, litera g w Gnus jest zawsze wymawiana.
Jeżeli jakiejś funkcji w Gnusie brakuje, może być względnie łatwo (w porównaniu do większości innych klientów) dodana przez samego użytkownika za pomocą kilku linijek Emacs Lispa.

## Historia
Gnus to kopia programu GNUS napisanego przez Masanobu Umeda, który zaprzestał być tworzony w 1992. W 1994 Lars Magne Ingebrigtsen rozpoczął pisanie kopii pod nazwą ding, która jest  rekurencyjnym akronimem słów  ding is not Gnus.

### Wydania
- Gnus 5 ((ding) Gnus) – listopad 1995
- Gnus 5.2 (September Gnus) – maj 1996
- Gnus 5.4 (Red Gnus) – 25 stycznia 1997
- Gnus 5.6 (Quassia Gnus) – 8 marca 1998
- Gnus 5.8 (Pterodactyl Gnus) – 3 grudnia 1999
- Gnus 5.10 (Oort Gnus) – 1 maja 2003

W nawiasach są nazwy wersji Alpha poszczególnych wydań. Można zauważyć, że pierwsze litery tych nazw są poprzedzającymi się literami w alfabecie.
Aktualna wersja niestabilna, która zostanie wydana jako Gnus 5.12, nazywa się No Gnus.